# Mistelbach (Niederösterreich)
Mistelbach (offizieller Name; bis 1. Jänner 1975 offiziell Mistelbach an der Zaya, häufig auch noch so genannt) ist eine Stadt mit 12.044 Einwohnern (Stand 1. Jänner 2025) im nordöstlichen Niederösterreich und Bezirkshauptstadt des gleichnamigen Bezirks.

## Geografie
Mistelbach liegt im nordöstlichen Weinviertel, etwa 25 bis 30 km von der tschechischen und der slowakischen Grenze entfernt, unweit der Brünner Straße B7, die von Wien zum Grenzübergang Drasenhofen führt. Mistelbach liegt im Zentrum des Städte-Dreiecks Brünn–Wien–Bratislava.
Im Norden der Stadt befindet sich ein kleines Waldstück, der Stadtwald. An der zum Stadtwald führenden Waldstraße liegt der „Jüdische Friedhof“. Ein weiteres Waldstück ist der Barnabitenwald. Östlich befindet sich eine kleine Erhebung, der Trausnitzerberg. Der Stadtteil nördlich des Zentrums wird Steinhübel genannt (mitteldeutsch für „Steinhügel“). Im Nordwesten der Stadt, befindet sich der etwa 600 m² große sowjetische Friedhof. Weitere Stadtteile außerhalb des Stadtzentrums im Westen sind Am Pulverturm und der Hubertusblick. Das Naturdenkmal Zayawiesen befindet sich im Südwesten der Stadt, in einem kleinen Gebiet im Grünland zwischen Ernstbrunner Straße und Mitschastraße.
Der Mistelbach, ein kleiner Bach, entspringt in der Mistelquelle bei Frättingsdorf, fließt durch Hörersdorf, Siebenhirten und Mistelbach, wo er schließlich in die Zaya mündet. In der Stadt Mistelbach verläuft er zunächst noch oberirdisch parallel und westlich der Waldstraße, kurz nach dem Försterweg fließt er aber in den Untergrund ab und verläuft nun bis fast an seine Mündung unterirdisch weiter, und zwar ungefähr in Nord-Süd-Richtung unter der Grünen Straße, einem Fußgänger- und Radweg. Nördlich des Stadtzentrums erinnert noch die kleine, zum Mistelbach parallel verlaufende Gasse Mistelsteig an den ehemals offenen Bachlauf. Im Süden Mistelbachs, südlich der Kreuzung Zayagasse und Michael-Hofer-Zeile, tritt der Mistelbach wieder ans Tageslicht und verläuft dann oberirdisch bis zu seiner Mündung in die Zaya. Die Mündungsstelle liegt unmittelbar südlich der Industrieparkstraße, etwa 400 Meter östlich ihrer Kreuzung mit der Mitschastraße.

### Gemeindegliederung

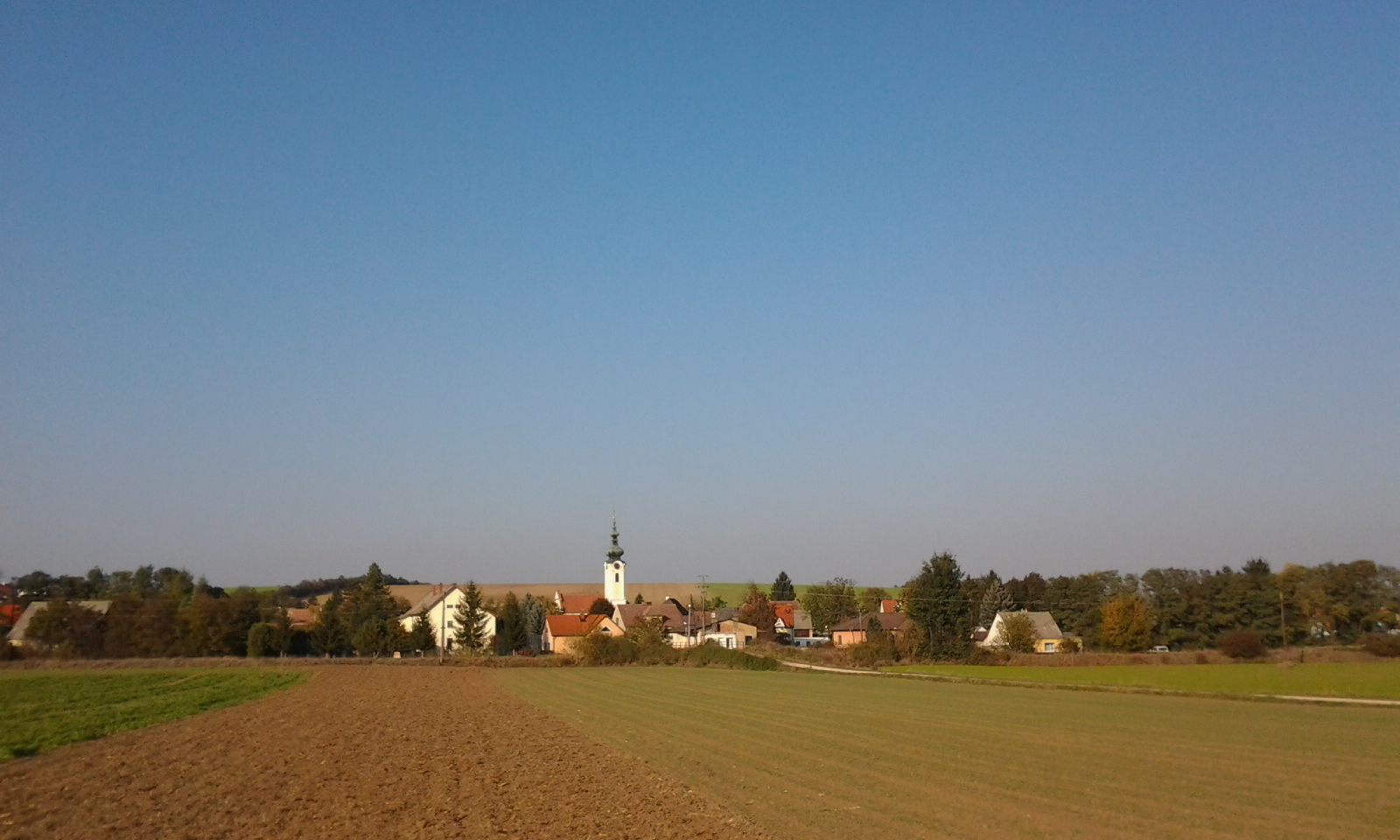
Ortschaft Hüttendorf

Das Gemeindegebiet umfasst folgende 10 Ortschaften (in Klammern Einwohnerzahl Stand 1. Jänner 2025):
- Ebendorf (565) samt Rohrmühle
- Eibesthal (752)
- Frättingsdorf (280) samt Ziegelei-Steingassner
- Hörersdorf (446)
- Hüttendorf (510)
- Kettlasbrunn (518)
- Lanzendorf (790)
- Mistelbach (6964)
- Paasdorf (734)
- Siebenhirten (485)

Die Gemeinde besteht aus den Katastralgemeinden Ebendorf, Eibesthal, Frättingsdorf, Hörersdorf, Hüttendorf, Kettlasbrunn, Lanzendorf, Mistelbach, Paasdorf und Siebenhirten. Alle 10 gleichlautend mit den Ortschaften.
Am 1. Jänner 1967 wurden die Gemeinden Ebendorf und Lanzendorf mit Mistelbach fusioniert, am 1. Jänner 1972 die Gemeinden Eibesthal, Frättingsdorf, Hörersdorf, Hüttendorf, Kettlasbrunn, Paasdorf und Siebenhirten.

### Nachbargemeinden
| Fallbach           | Staatz                                      | Poysdorf    |
| Asparn an der Zaya | Kompassrose, die auf Nachbargemeinden zeigt | Wilfersdorf |
| Ladendorf          | Gaweinstal Sulz im Weinviertel              | Zistersdorf |

## Geschichte

### Frühgeschichte
Bedingt durch die günstige Lage an Bachläufen und gutem Ackerboden reichen die ersten menschlichen Besiedlungsspuren des Mistelbacher Raumes bis in die Jungsteinzeit zurück. Grabungen brachten Funde aus dem 4. bis 3. Jahrtausend v. Chr. an die Oberfläche. Im Laufe der Bronzezeit wurde die Bevölkerungsdichte größer. Um Christi Geburt besiedelten germanische Stämme das Gebiet. So wurde am Mistelbacher Galgengrund ein germanisches Brandgräberfeld aus dem 1. Jahrhundert n. Chr. freigelegt.

### Mittelalter

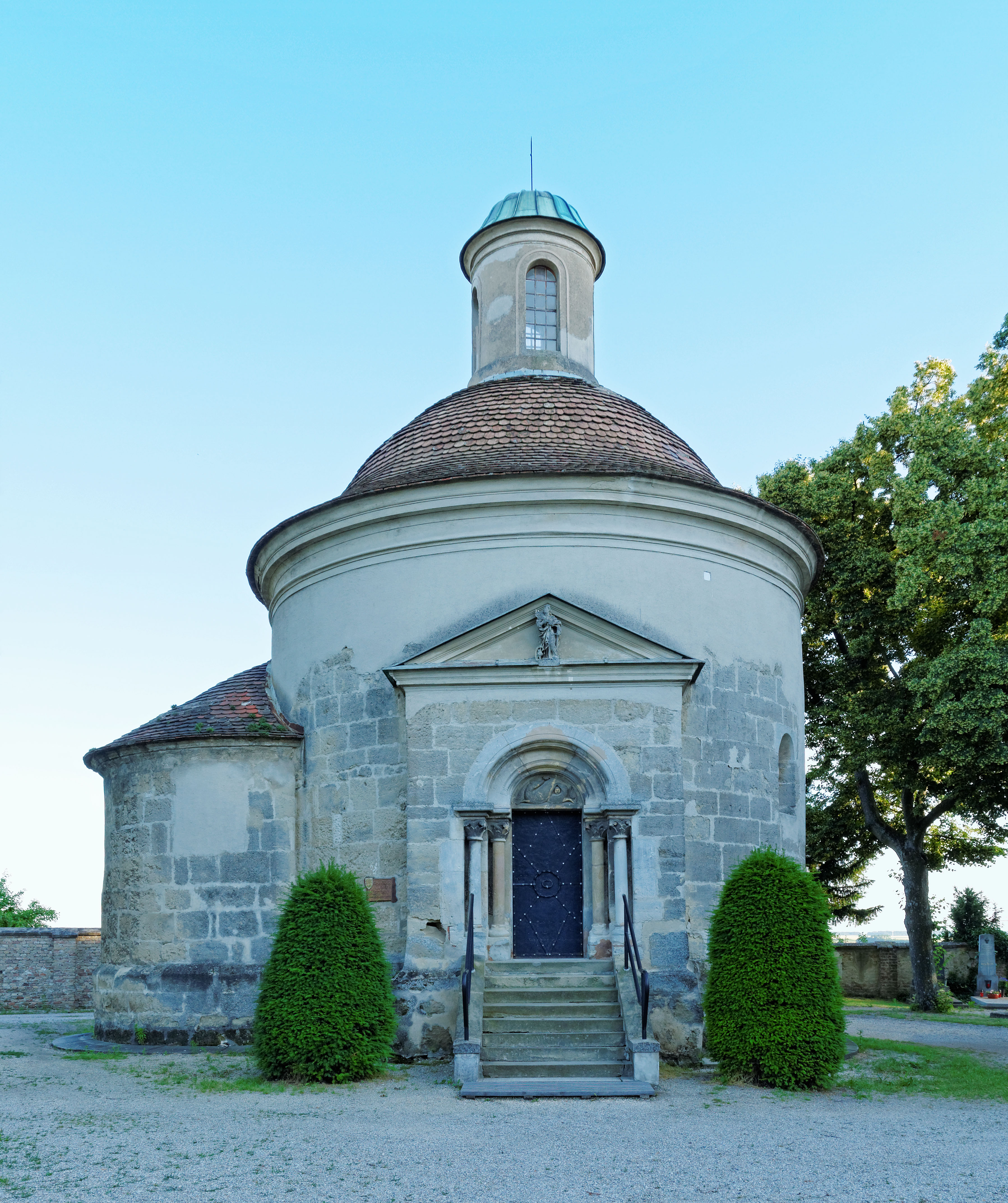
Der romanische und später barockisierte Karner am Mistelbacher Friedhof

Nachdem die Awaren in den Feldzügen zwischen 791 und 803 von Karl dem Großen geschlagen wurden, nutzten sie das Weinviertel als Durchzugsgebiet. In Mistelbach errichteten die Awaren einen Sicherungsposten, dessen Friedhof auf dem Gebiet des heutigen Krankenhauses mit 60 Gräbern freigelegt wurde.
Im Zuge der Landnahme durch die Babenberger – eine dem bajuwarischen Hochadel entstammende Dynastie – entstanden Dörfer und Rodungsflächen sowie die Dreifelderwirtschaft. Unter den Siedlern, welche mit den Babenbergern ins Land kamen, war ein Herr von Mistel, der Begründer des Geschlechtes der Herren von Mistelbach, welche das Land nach ihrem Herkunftsort benannten. Um etwa 1050 ist der Bestand einer Burg am Schlossberg gesichert, erst aus Holz, im 13. Jahrhundert aus Stein gebaut. Im Lauf der Zeit wurde Mistelbach zu einem wichtigen Straßenknotenpunkt mit Maut, Burg, Brücken und einer ansehlichen Anzahl an Häusern.
Die Herren von Mistelbach waren als Vasallen der Babenberger ein angesehenes Geschlecht. Der bekannteste unter ihnen war Heinrich der Hund, wobei der Beiname ein Ehrentitel war, der von der Treue des Genannten zeugte. Er war einer der bedeutendsten Ministerialen der österreichischen Landesfürsten. Seine Tochter Ofemia (auch Eufemia) wurde mit Hadmar II. von Kuenring verheiratet und brachte ihm die Herrschaft Mistelbach mit allem Zubehör als Mitgift in die Ehe ein. Die Gründung der Pfarre Mistelbach geht auf Kaiser Heinrich III. zurück, der die Kirche dem alten fränkischen Reichsheiligen Martin von Tours weihen ließ. Wo sich die erste Kirche befand ist nicht gesichert, Quellen berichten von Gottesdiensten in der Burgkapelle. Im 12. Jahrhundert wurde der Karner errichtet, das heute älteste noch erhaltene Gebäude Mistelbachs. Nach dem Tod des letzten Babenbergers Friedrichs II. des Streitbaren wurde das Land vom böhmischen König Ottokar II. besetzt. Dies rief König Rudolf I. von Habsburg auf den Plan, der Ottokar in der Schlacht bei Dürnkrut und Jedenspeigen am 26. August 1278 besiegte. Im Zuge dieser Schlacht wurde auch in Mistelbach (im Bereich der Liechtensteinstraße) gekämpft, wobei Quellen über viele Tote berichten. Belegt ist ebenso, dass Rudolf I. im selben Jahr im Schloss der Herren von Mistelbach anwesend war.
Marchand II. von Mistelbach († 1323) verfügte den großzügigen Ausbau des Mistelbacher Marktplatzes, seine Söhne ließen die Spitals-Kirchen-Anlage vor dem Markt errichten. Dadurch wurde Mistelbach 1372 zum Markt erhoben und erhielt ein erstes Jahrmarktsprivileg; die vier Jahrmärkte werden noch heute abgehalten. Durch dieses Privileg durften sich die Bewohner Mistelbachs fortan „Bürger“ nennen, und die Marktgemeinde wurde mit einer Befestigungsmauer mit vier Toren umgeben. Der weitere Verlauf des 14. Jahrhunderts war für Mistelbach von einer Reihe von Katastrophen gekennzeichnet: Missernten, Heuschreckenplage, Überschwemmungen, Erdbeben und letzten Endes noch die Ausbreitung der Pest, wodurch die Bevölkerung um rund 40 Prozent reduziert wurde.
Im Jahre 1383 erwarb Johann I. von Liechtenstein, Herr zu Nikolsburg und Feldsberg († 1397), das Haus zu Mistelbach samt allen dazugehörigen Gütern. Während der Hussitenkriege wurde Mistelbach 1426 von Verwüstungen heimgesucht, 1443 zerstörte ein abermaliges Erdbeben die Burg zu Mistelbach. Nur wenig später machte der böhmische König Georg von Podiebrad den Ort dem Erdboden gleich.

### Neuzeit
Während des Ersten Türkenkrieges fielen die Osmanen 1532 ins Weinviertel ein. Im Zuge der Reformation war Mistelbach, ebenso wie die meisten niederösterreichischen Gemeinden bis etwa zum Jahr 1570 weitestgehend protestantisch geworden. Unter Kaiser Matthias und seinem Bischof Melchior Khlesl mussten im Zuge der mit aller Härte durchgeführten Gegenreformation 1603 alle Mistelbacher zum katholischen Glauben konvertieren. Der damalige Mistelbacher Dechant namens Faschang, der Vater von vier Kindern war, wurde exkommuniziert. Unter Kaiser Ferdinand II. mussten die wenigen noch verbliebenen Protestanten, die nicht konvertieren wollten, das Land verlassen. Nachdem Mistelbach sich dem gefügt hatte, erhielt es vom Kaiser ein weiteres Marktprivilegium.

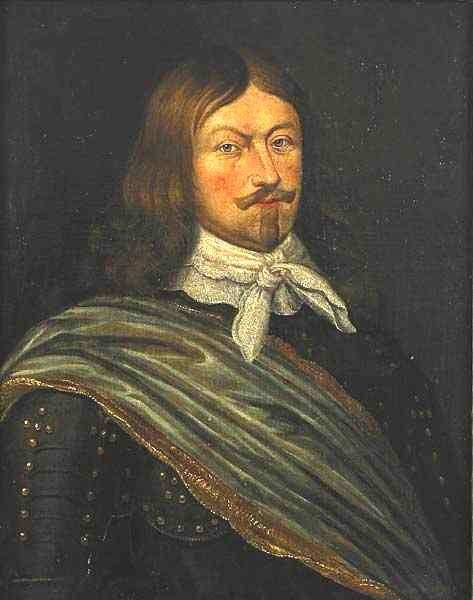
Lennart Torstensson (1603–1651) ließ 1645 Mistelbach plündern und niederbrennen. Porträt von David Beck

Während des Dreißigjährigen Krieges hatte – wie das gesamte nördliche Niederösterreich – auch Mistelbach besonders zu leiden. Nach der Schlacht bei Jankau in Böhmen, wo am 6. März 1645 ein schwedisch-protestantisches Heer unter Feldmarschall Lennart Torstensson die kaiserlich-habsburgischen Truppen unter Feldmarschall Melchior Graf von Hatzfeldt vollständig besiegte, stand für die Schweden der Weg nach Wien offen. Torstensson drang ins Weinviertel ein und zog eine Spur der Verwüstung zwischen Böhmen und Wien. Das schwedische Heer lagerte auf den Zayawiesen bei Mistelbach, Torstensson selbst schlug im Mistelbacher Rathaus sein Hauptquartier auf. In weiterer Folge wurde Mistelbach geplündert, verwüstet oder niedergebrannt. Mehr als die Hälfte aller Häuser war zerstört. Kaum waren die Schweden abgezogen, wurden sämtliche noch vorhandenen Nahrungsmittel von kaiserlichen Quartiermachern requiriert.
Im Jahre 1665 kam es zu einem heftigen Streit zwischen dem Markt Mistelbach und der Liechtensteiner Herrschaft Wilfersdorf, welche die Mistelbacher Bevölkerung durch Zehnt und Frondienst stark belastete. So hatten sich die Liechtensteiner eines etwa 1.000 Joch großen Waldes bemächtigt, der von jeher der Gemeinde Mistelbach gehörte, weswegen der Mistelbacher Marktrichter Paul Oberhoffer Klage einbrachte. Die Mistelbacher sprachen im Zuge des Prozesses auch bei Kaiser Leopold I. vor, der sie daraufhin als „Rebellen“ bezeichnete. Erst nachdem ein Schriftstück aufgefunden wurde, welches die Besitzverhältnisse zu Gunsten der Mistelbacher bewies, musste Hartmann von Liechtenstein (1613–1686) der Gemeinde den Wald zurückgeben. Erst im Jahre 1910 wurde Marktrichter Oberhoffer dafür ein Gedenkstein gesetzt.
1678 brach in Mistelbach ein Großbrand aus, dem der Pfarrhof und rund 70 weitere Gebäude zum Opfer fielen. Im Jahr darauf brach erneut die Pest aus, wobei die Mistelbacher die Errichtung einer Pestsäule gelobten, welche 1680 eingeweiht wurde. Die Pest, nicht zuletzt auch durch eine Rattenplage ausgelöst, forderte rund 300 Opfer. 1691 wurde die Hauerinnung gegründet, welche den traditionellen Hauerumzug bis heute pflegt.
Im Zuge der Revolution von 1848/49 im Kaisertum Österreich wurde in Mistelbach nach Wiener Vorbild eine Nationalgarde gegründet, welche sich „Mistelbacher Companie“ nannte und aus 200 Mann bestand. Die Companie zog zur Unterstützung der Niederwerfung des Studenten-, Arbeiter- und Bürgeraufstandes nach Wien, dabei führte sie eine Revolutionsfahne mit, die noch heute in der Pfarre Mistelbach aufbewahrt wird. Nach der Kapitulation Wiens im Oktober 1848 löste sich die Companie wieder auf. Im Zuge des Deutschen Krieges von 1866 zogen etwa 10.000 preußische Soldaten durch Mistelbach, welche die Cholera einschleppten, wovon noch heute der westlich von Paasdorf gelegene Cholerafriedhof zeugt. Im selben Jahr kam auch Otto von Bismarck nach Mistelbach, wo er eine Offiziersbesprechung abhielt. 1867 wurde die Eisenbahn gebaut, der Turnverein gegründet, ein Jahr später kam die Bezirkshauptmannschaft nach Mistelbach, darüber hinaus wurde die Sparkasse gegründet. Nach Fertigstellung der Bahnlinie 1869 durch Mistelbach begann für die Marktgemeinde ein spürbarer Aufschwung. Am 5. Juni 1874 wurde Mistelbach durch Kaiser Franz Joseph I. zur Stadt erhoben. Das von Eugen Sehnal im neoklassizistischen Stil erbaute Rathaus erhielt die Stadt 1908.

### Zeitgeschichte
Bevor die NSDAP in die Illegalität ging, versuchte der SA-Sturm aus Mistelbach 1931 in Gaweinstal Fuß zu fassen. Er wurde handgreiflich aus der Gaststätte geworfen. Auch nach dem „Anschluss“, und damit der Rückkehr der NSDAP aus der Illegalität besaß Mistelbach einen SA-Sturm und war Sitz der NSDAP-Kreisleitung.

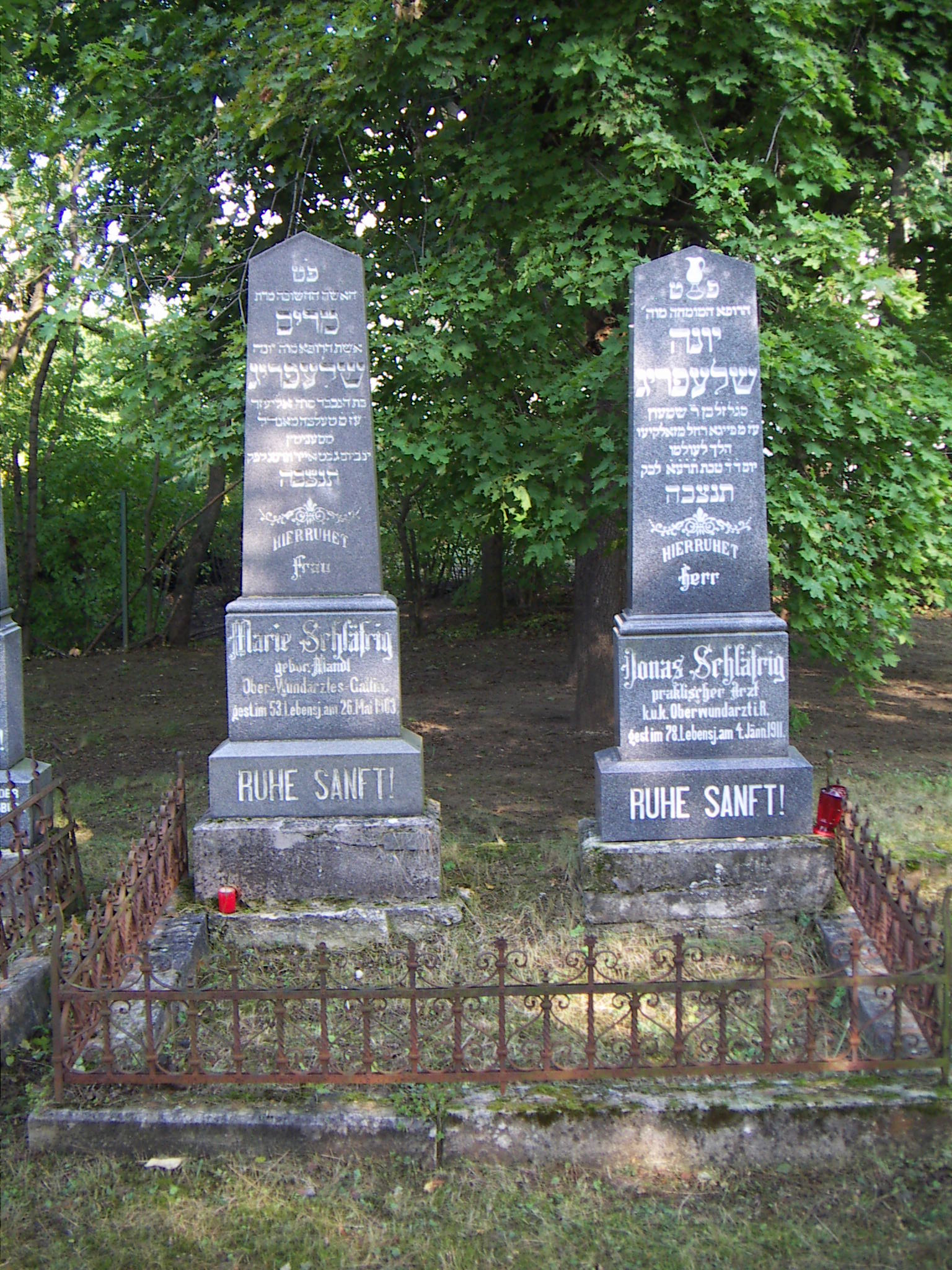
Israelitischer Friedhof Mistelbach

Nach der Vertreibung der Wiener Juden 1670, die auch Niederösterreich einschloss, dauerte es bis nach 1848, dass sich in Mistelbach eine jüdische Gemeinde entwickeln konnte. Ende des 19. Jahrhunderts wurde die Israelitische Kultusgemeinde  Mistelbach gegründet, eine Synagoge erbaut und ein jüdischer Friedhof angelegt, der überdauert hat. Das jüdische Leben endete 1938 kurz nach dem „Anschluss“ an den NS-Staat. Die SA stellte bereits zwei Tage nach dem „Anschluss“ Boykottwachen vor alle jüdischen Geschäfte, einige Mistelbacher Juden wurden in einen Eiskeller gesperrt. Bevor sie erfroren, wurden sie herausgeholt und verprügelt. Auch die Zerschlagung der jüdischen Gemeinde dauerte 1938 nur wenige Monate. Bereits im August 1938 rühmte sich die Kommune, die erste „judenfreie Stadt“ Niederösterreichs zu sein. Eine Zeitzeugin erinnerte sich an ihre Kindheit als jüdisches Mädchen in Mistelbach. Die Synagoge wurde 1952 an die Israelitische Kultusgemeinde Wien zurückgegeben. Da es kein jüdisches Gemeindeleben mehr gab, wurde das Gebäude verkauft und in den 1970er Jahren demoliert und abgerissen. Die Synagoge in Hohenau, die zur Mistelbacher IKG gehörte, war schon im Frühjahr 1939 abgerissen worden.
Die Kriegsschauplätze des Ersten Weltkrieges waren von Mistelbach weit entfernt, dennoch hatte der Ort unter Nahrungsmittelrationierung, Schleichhandel und Hungersnot zu leiden. Auch in der Zwischenkriegszeit waren Arbeitslosigkeit und Lebensmittelknappheit evident, so gab 1920 die Stadtgemeinde Mistelbach Notgeld heraus. Die Preise stiegen erst auf das Hundertfache, 1921 auf das Tausendfache. Das Gaswerk musste wegen Kohlemangels geschlossen werden. In Mistelbach wurde die erste Ausspeisstelle der amerikanischen Kinderhilfsaktion eingerichtet, um die Hungersnot zu lindern. 1923 hatte Mistelbach 5.023 Einwohner.
Nach dem „Anschluss“ an das Deutsche Reich 1938 wurde das in der Mistelbacher Bolfras-Kaserne des Bundesheeres beheimatete 3. Bataillon des Infanterieregiments Nr. 3 in die Wehrmacht eingegliedert. Als die alliierten Truppen an den Grenzen des Reichsgebietes standen, wurde in Mistelbach eine Volkssturm-Einheit aufgestellt und am 12. November 1944 von Kreisleiter Hans Eichinger angelobt.
Während die Schlacht um Wien – die Stadt und ihr Umland wurden größtenteils von der 6. Panzerarmee verteidigt – ihrem Höhepunkt zustrebte, überschritt ab dem 6. April 1945 die Rote Armee die March Richtung Westen. Die sowjetischen Primärziele waren Zistersdorf, Prottes, Matzen und Neusiedl an der Zaya, wo sich die letzten noch funktionierenden Erdölfelder des Dritten Reiches befanden.

### Bevölkerungsentwicklung
| Mistelbach: Einwohnerzahlen von 1869 bis 2025       | Mistelbach: Einwohnerzahlen von 1869 bis 2025 | Mistelbach: Einwohnerzahlen von 1869 bis 2025 | Mistelbach: Einwohnerzahlen von 1869 bis 2025 | Mistelbach: Einwohnerzahlen von 1869 bis 2025 |
| --------------------------------------------------- | --------------------------------------------- | --------------------------------------------- | --------------------------------------------- | --------------------------------------------- |
| Jahr                                                |                                               |                                               |                                               | Einwohner                                     |
| 1869                                                | 1869                                          |                                               | 7.458                                         | 7.458                                         |
| 1880                                                | 1880                                          |                                               | 8.432                                         | 8.432                                         |
| 1890                                                | 1890                                          |                                               | 9.136                                         | 9.136                                         |
| 1900                                                | 1900                                          |                                               | 10.152                                        | 10.152                                        |
| 1910                                                | 1910                                          |                                               | 11.155                                        | 11.155                                        |
| 1923                                                | 1923                                          |                                               | 10.767                                        | 10.767                                        |
| 1934                                                | 1934                                          |                                               | 10.332                                        | 10.332                                        |
| 1939                                                | 1939                                          |                                               | 10.502                                        | 10.502                                        |
| 1951                                                | 1951                                          |                                               | 10.628                                        | 10.628                                        |
| 1961                                                | 1961                                          |                                               | 10.246                                        | 10.246                                        |
| 1971                                                | 1971                                          |                                               | 10.235                                        | 10.235                                        |
| 1981                                                | 1981                                          |                                               | 10.251                                        | 10.251                                        |
| 1991                                                | 1991                                          |                                               | 10.234                                        | 10.234                                        |
| 2001                                                | 2001                                          |                                               | 10.644                                        | 10.644                                        |
| 2011                                                | 2011                                          |                                               | 10.963                                        | 10.963                                        |
| 2021                                                | 2021                                          |                                               | 11.670                                        | 11.670                                        |
| 2025                                                | 2025                                          |                                               | 12.044                                        | 12.044                                        |
| Quelle(n): Statistik Austria, Gebietsstand 1.1.2021 |                                               |                                               |                                               |                                               |

Zwischen 1870 und 1910 stieg die Bevölkerungszahl kontinuierlich an, wobei 1910 der Einwohnerhöchststand mit 11.155 Bewohnern erreicht wurde. Ab 1920 pendelte sich die Bevölkerungszahl zwischen 10.000 und 11.000 Bewohner ein und blieb etwa bis 2001 konstant. Ab 2001 trat wieder ein Bevölkerungswachstum ein, die Volkszählung 2001 ergab 10.644 Einwohner, 2007 stieg die Einwohnerzahl wieder über 11.000.

## Kultur und Sehenswürdigkeiten

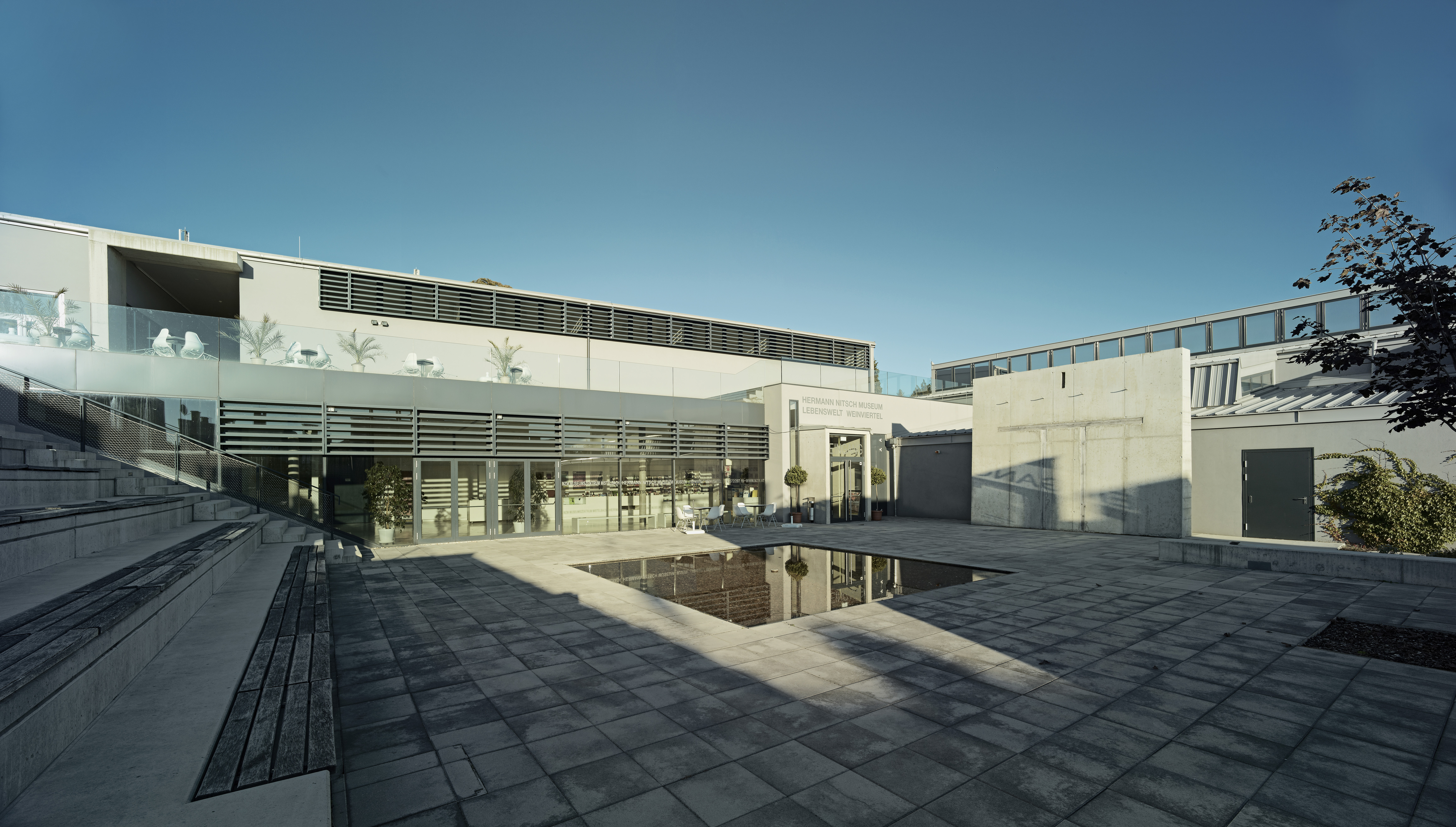
Museumszentrum Mistelbach (2013)

### Museen
- Museumszentrum Mistelbach mit Hermann Nitsch Museum, Lebenswelt Weinviertel und internationalem Messweinarchiv
- Weinviertel Vinothek Siebenhirten

### Bauwerke

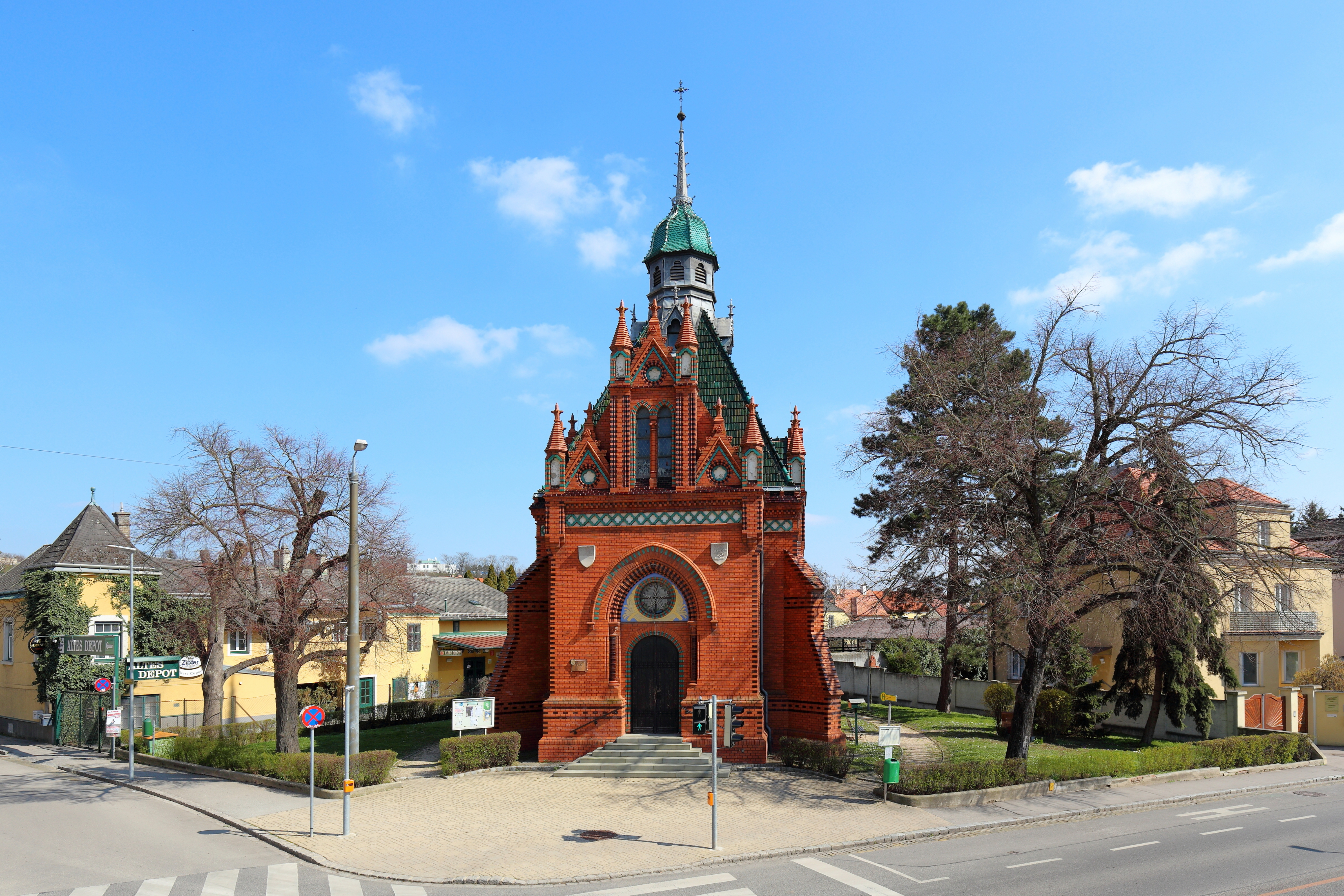
Evangelische Elisabethkirche

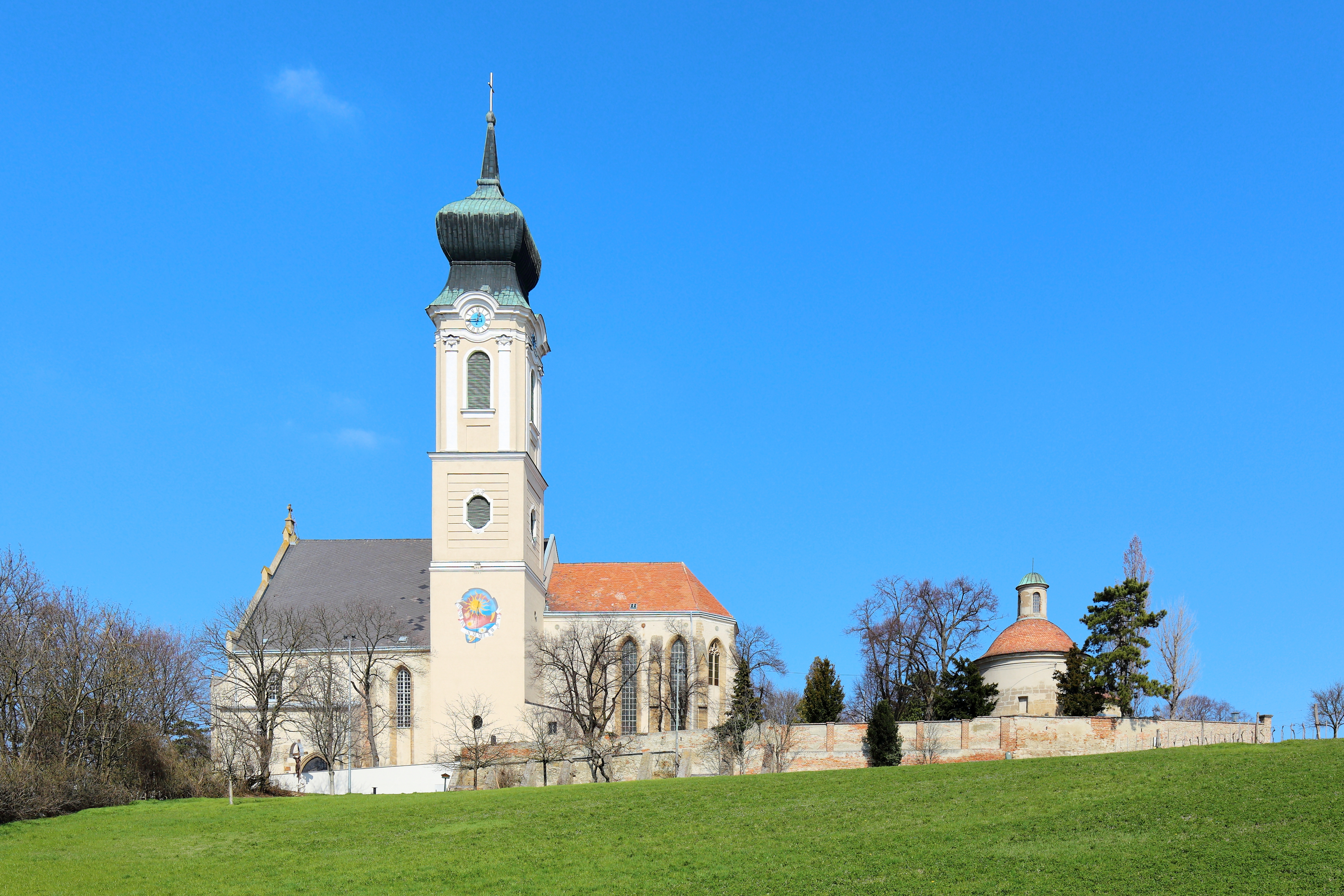
Katholische Pfarrkirche hl. Martin

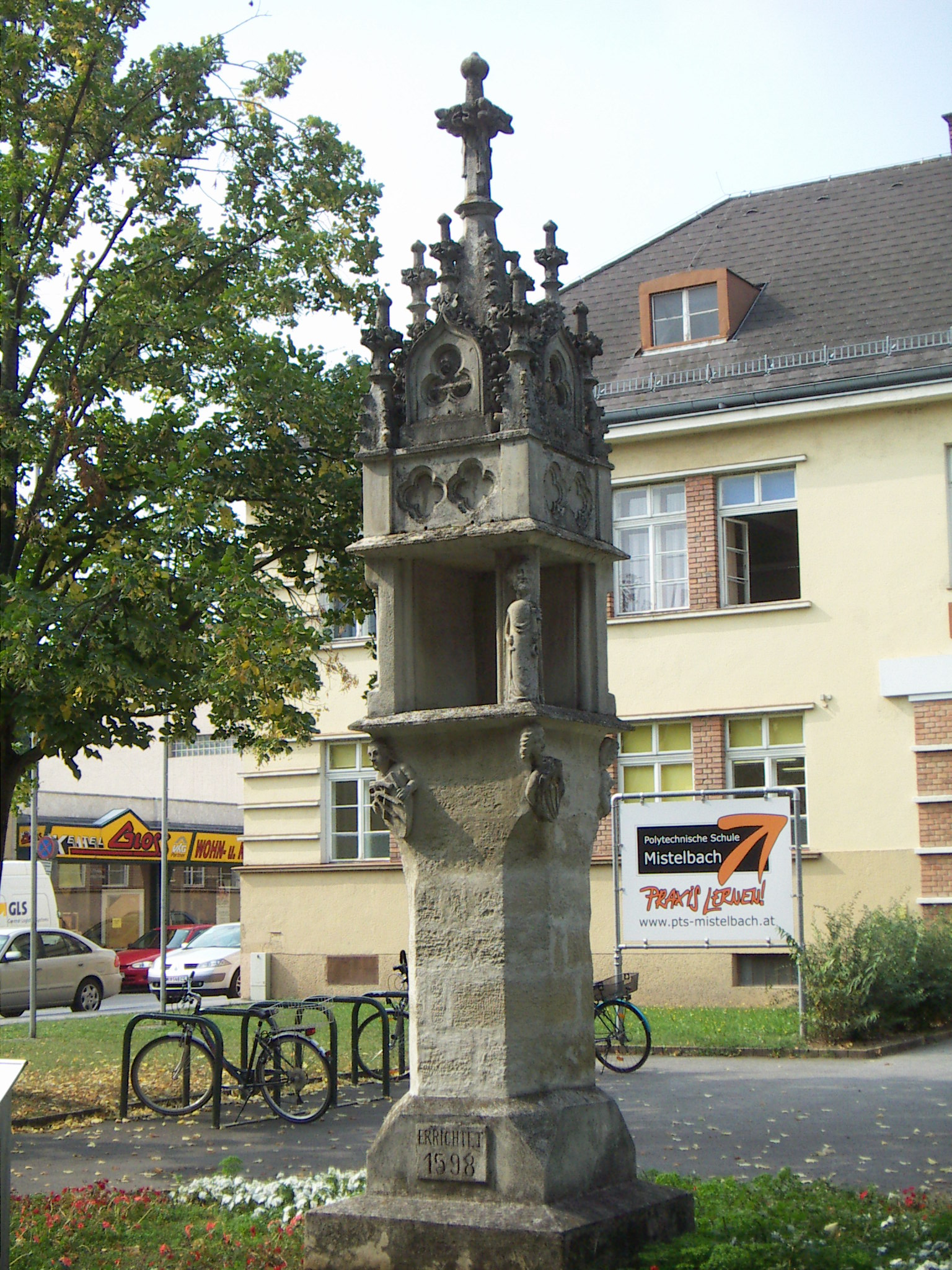
Pestsäule (1598)

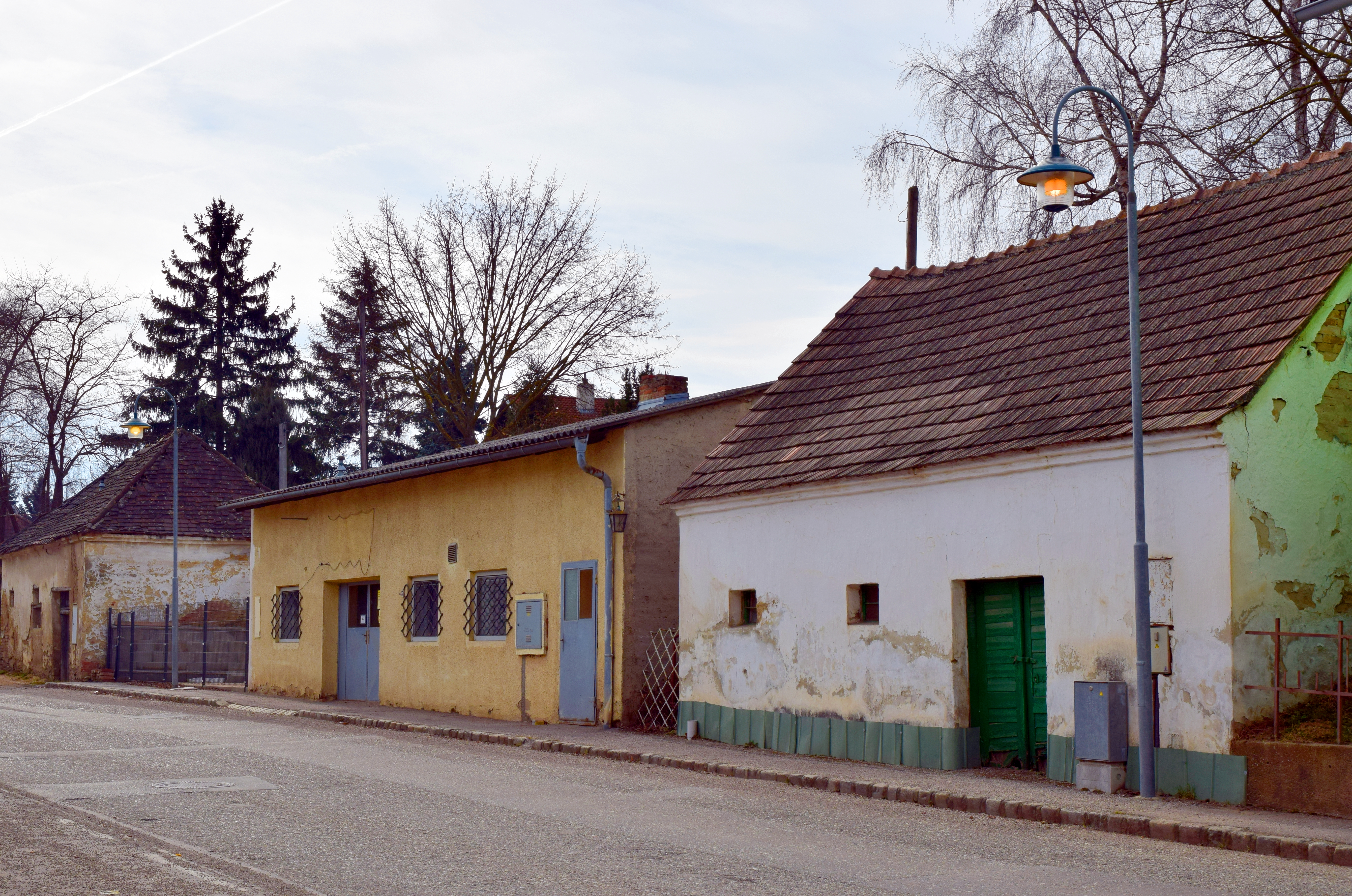
Kellergasse Franz-Josef-Straße in Mistelbach

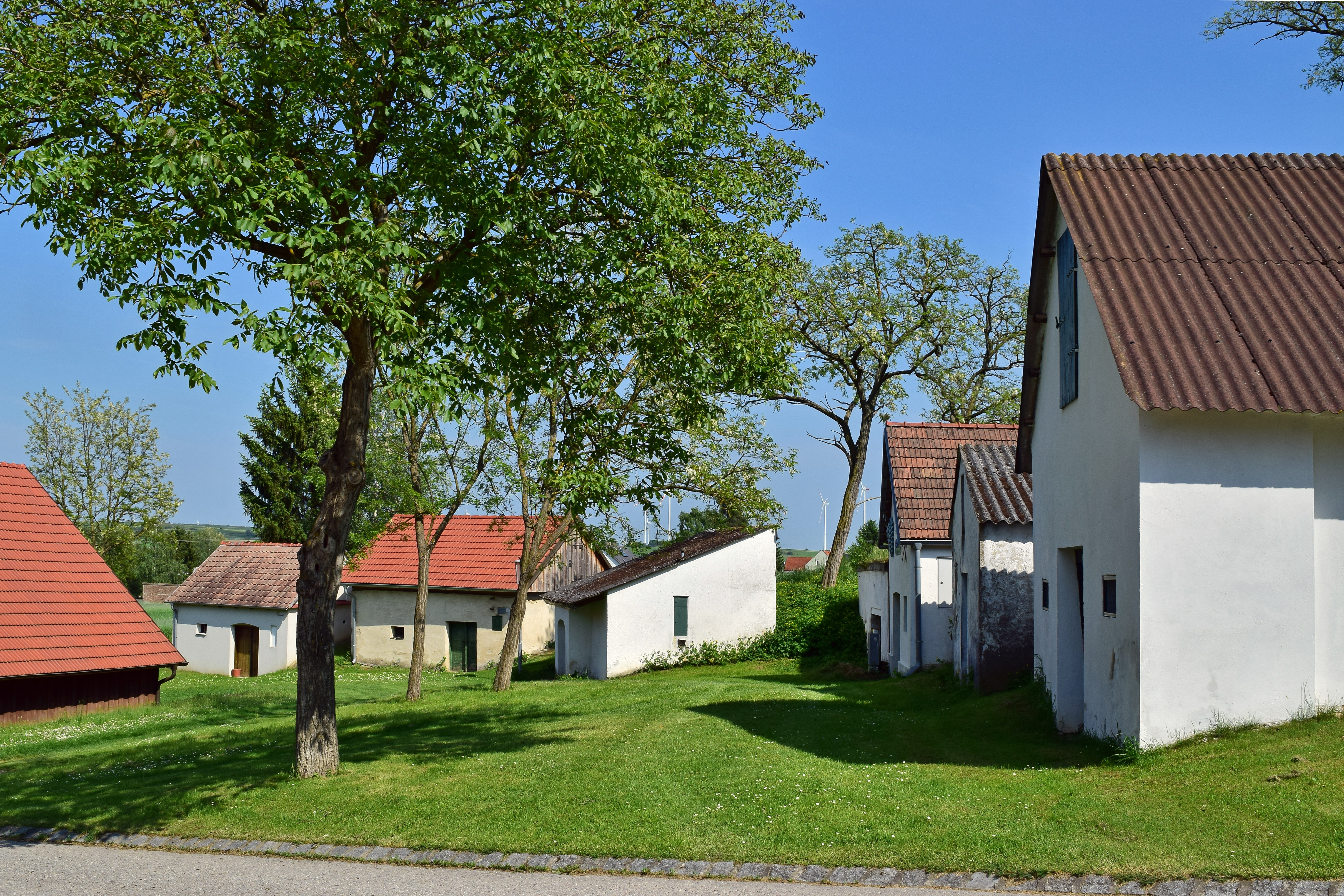
Kellergasse Kellerrundplatz in Paasdorf

- Gotische Hallenkirche auf dem Kirchenberg erbaut um 1500 mit gotischer Sandstein-Madonna
- Evangelische Elisabethkirche
- Romanischer Karner erbaut um 1200 mit Tympanonfeld
- Rathaus
- Dreifaltigkeitssäule
- Michael J. Jackson-Denkmal, lebensgroße Statue (weiß/gold, Höhe mit Sockel 2,1 m) im Landesbahnpark, 2013 erbaut von der Initiatorin Martina Kainz[22]
- Barockschlössl in der Museumsgasse mit Paasdorfer Presse
- Pfarrhof Mistelbach: Ehemaliges Barnabitenkolleg erbaut ab 1687 mit wertvollen Deckengemälden von Kainz, Rossaforte und Maulpertsch
- Gotische Pestsäule aus dem Jahre 1598 vor der Landesberufsschule in der Gewerbeschulgasse
- Wetterhäuschen im Stadtpark
- Veranstaltungszentrum „Stadtsaal“
- Kulturlandschaft Paasdorf
- Historischer Hofstadl Siebenhirten aus dem 19. Jahrhundert in Schiffsrumpfbauweise
- Israelitischer Friedhof Mistelbach
- Katholische Pfarrkirche Eibesthal hl. Markus
- Katholische Pfarrkirche Frättingsdorf Sieben Schmerzen Mariens
- Katholische Pfarrkirche Hörersdorf hl. Oswald
- Katholische Pfarrkirche Hüttendorf hl. Barbara
- Katholische Pfarrkirche Mistelbach hl. Martin
- Katholische Pfarrkirche Kettlasbrunn hl. Sebastian
- Katholische Pfarrkirche Siebenhirten hl. Rochus
- Katholische Pfarrkirche Paasdorf hl. Ägydius
- Stadtsaal: Veranstaltungszentrum für u. a. die Internationalen Puppentheatertage

### Parks
- Stadtpark
- Landesbahnpark
- Kirchenbergpark

### Sport
- Freibad Weinlandbad
- Sportplatz; Verwendung für die Sommerszene (DJ-Musik, Live-Musik, Kabarett, Theater)
- Weinviertelweg und Jakobsweg Weinviertel
- Turnsaal
- Sporthalle
- Tennisplatz
- Volleyballplatz
- Hartplatz für Basketball und Volleyball

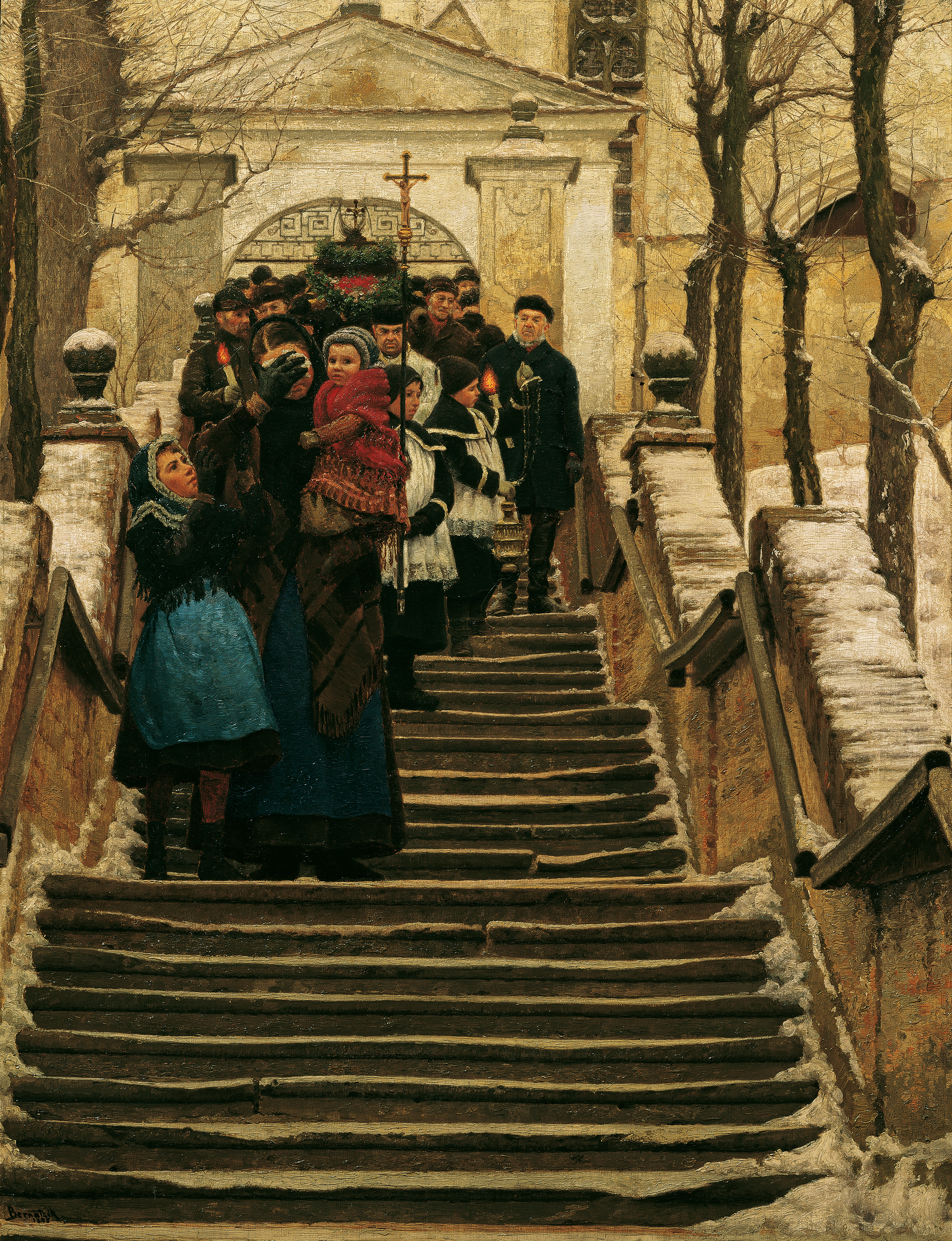
Winter 1888, von Wilhelm Bernatzik, heute im Belvedere, zeigt die Kirchenstiege von Mistelbach.

## Wirtschaft und Infrastruktur

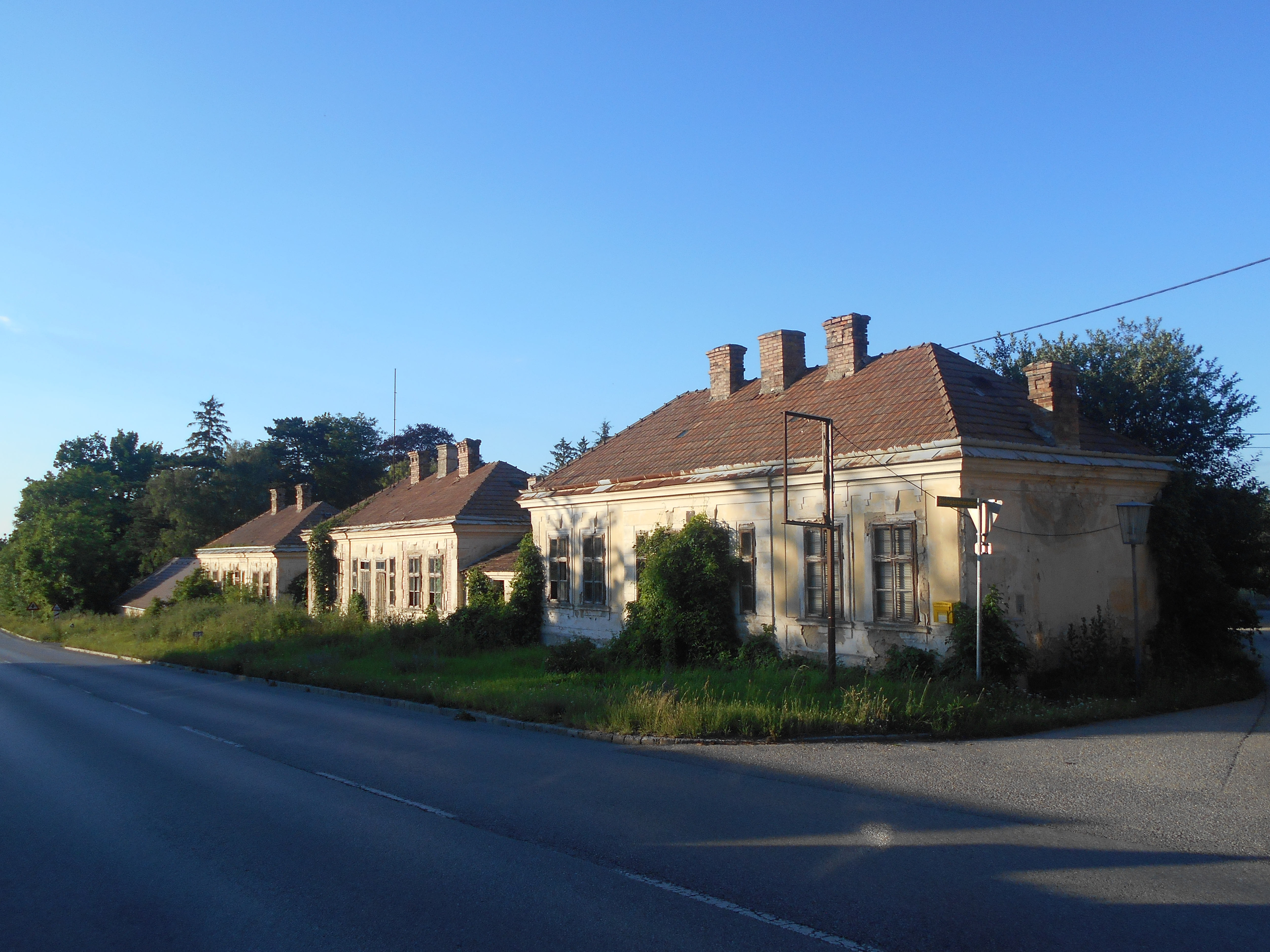
Ehemalige Arbeiterwohnhäuser der Ziegelei Frättingsdorf

### Verkehr
- Straße: Neben dem Bau der Nord Autobahn (A5) soll auch die 2015 eröffnete Mistelbacher Umfahrungsstraße[23] das Verkehrsaufkommen im Ortszentrum reduzieren.
- Bahn: Mit der S-Bahn-Linie S2 gelangt man bis zu drei Mal in der Stunde nach Wolkersdorf und Wien sowie stündlich in die Thermenstadt Laa an der Thaya. Zusätzlich verkehren Regionalzüge. 2006 wurde nördlich des Mistelbacher Bahnhofes eine zweite S-Bahn Station Mistelbach Stadt eröffnet. Außerdem ist Mistelbach ein Knotenpunkt für Regionalbuslinien aus dem ganzen Weinviertel. Der Mistelbacher Lokalbahnhof, von wo früher Lokalbahnen nach Korneuburg, Hohenau und Gänserndorf fuhren, wird heute als Bahnhof für die Zayatalbahn den für den Güterverkehr genutzt.

### Ansässige Unternehmen
Im Jahr 2001 wurden 583 nicht-landwirtschaftliche Arbeitsstätten gezählt, während die Zahl der land- und forstwirtschaftlichen Betriebe nach einer Erhebung aus dem Jahr 1999 bei 281 liegt. Der Volkszählung 2001 ist zu entnehmen, dass 4.776 Personen ihrer Beschäftigung am Wohnort nachgehen, und die Erwerbsquote bei 45,9 % liegt. Viele Handelsbetriebe wurden in neu errichtete Einkaufszentren an den Stadtrand übersiedelt, während viele Geschäfte im Zentrum schlossen, ein Beispiel für Zersiedelung. Erwähnenswert ist hier besonders „M-City“ (2005 eröffnet), die insbesondere wegen ihrer auffälligen Lichtverschmutzung vielen Astronomen ein Begriff ist.

### Öffentliche Einrichtungen
In Mistelbach befindet sich in der Haydngasse eine Kaserne des österreichischen Bundesheeres, die Bolfraskaserne, welche 1937 erbaut wurde. Diese zählt zu den „Aufklärern“.
In Mistelbach befinden sich das Landesklinikum Weinviertel Mistelbach und ein Rheumazentrum.

### Bildung
Bereits im 14. Jahrhundert gab es eine Schule, Ende des 19. Jahrhunderts wurden eine Gewerbliche Fortbildungsschule und eine Bäuerliche Fachschule eröffnet.
Die momentanen Schulen umfassen neben drei Volksschulen zwei Neue Mittelschulen und polytechnische Schule, eine landwirtschaftliche Fachschule, eine Krankenpflegeschule (mit Universitätslehrgang für Neurologiepflege) und Altenpflegeschule, eine Fachschule für Altendienste, eine Höhere Lehranstalt und Fachschule für wirtschaftliche Berufe, eine Höhere Lehranstalt für Medizintechnik, eine HTL für Gesundheitstechnik, das Bundesoberstufenrealgymnasium Mistelbach (kurz BORG Mistelbach), eine Handelsakademie (HAK) bzw. Handelsschule (HAS), eine Bildungsanstalt für Kindergartenpädagogik, eine Sonderschule, eine Berufsschule für Fahrzeug- und Metalltechnik (Landmaschinen-, Baumaschinen-, Fahrzeugbau-, Nutzfahrzeug-, Schmiedetechnik und Spengler), eine Musikschule und eine Malakademie, eine Volkshochschule, wobei allerdings bei dieser Aufzählung auch mehrere angebotene Ausbildungslehrgänge in ein und demselben Gebäude als mehrere Schulen gezählt werden.

## Politik

### Gemeinderat
Der Gemeinderat hat 37 Mitglieder.
- Mit den Gemeinderatswahlen in Niederösterreich 1990 hatte der Gemeinderat folgende Verteilung: 22 ÖVP, 13 SPÖ und 2 FPÖ.
- Mit den Gemeinderatswahlen in Niederösterreich 1995 hatte der Gemeinderat folgende Verteilung: 18 ÖVP, 11 SPÖ, 3 PRO Mistelbach, 2 FPÖ, 2 Grüne und 1 LIF.[26]
- Mit den Gemeinderatswahlen in Niederösterreich 2000 hatte der Gemeinderat folgende Verteilung: 23 ÖVP, 10 SPÖ, 2 FPÖ, 1 Grüne und 1 PRO Mistelbach.[27]
- Mit den Gemeinderatswahlen in Niederösterreich 2005 hatte der Gemeinderat folgende Verteilung: 20 ÖVP, 11 SPÖ, 3 LAB–Liste Aktiver Bürger, 2 Grüne und 1 FPÖ.[28]
- Mit den Gemeinderatswahlen in Niederösterreich 2010 hatte der Gemeinderat folgende Verteilung: 21 ÖVP, 9 SPÖ, 4 LAB–Liste Aktiver Bürger und 3 FPÖ.[29]
- Mit den Gemeinderatswahlen in Niederösterreich 2015 hatte der Gemeinderat folgende Verteilung: 20 ÖVP, 8 SPÖ, 5 LAB–Liste Aktiver Bürger, 3 FPÖ und 1 NEOS.[30]
- Mit den Gemeinderatswahlen in Niederösterreich 2020 hat der Gemeinderat folgende Verteilung: 18 ÖVP, 10 SPÖ, 4 LAB–Liste Aktiver Bürger, 3 Grüne, 1 FPÖ und 1 NEOS.[31]

### Bürgermeister
- 1938 Gustav Steinbauer (CS)
- 1975–1988 Edmund Freibauer (ÖVP)
- 1988–1997 Alfred Weidlich (ÖVP)
- 1997–2010 Christian Resch (ÖVP)[32]
- 2010–2019 Alfred Pohl (ÖVP)[32]
- 2019–2020 Christian Balon (ÖVP)[33]
- seit 2020 Erich Stubenvoll (ÖVP)[34][35]

### Gemeindepartnerschaften
- seit 1983  Neumarkt in der Oberpfalz, Deutschland
- seit ?  Pécel, Ungarn

## Persönlichkeiten

### Ehrenbürger der Gemeinde
- Erwin Pröll (* 1946), Landeshauptmann von Niederösterreich 1992–2017

### Söhne und Töchter der Gemeinde (Auswahl)
- Wilhelm Bernatzik (1853–1906), Landschafts- und Genremaler
- Laura Rappoldi-Kahrer (1853–1925), Klaviervirtuosin
- Edmund Bernatzik (1854–1919), Staats- und Verwaltungsrechtler
- Leopold Schmidt (1884–1935), Abt des Zisterzienserstiftes Zwettl
- Bernd Steiner (1884–1933), Grafiker, Maler und Bühnenbildner
- Oswald Kabasta (1896–1946), Dirigent
- Johann Kuba (1900–1948), Politiker (SPÖ)
- Ludwig Strobl (1900–1974), Politiker, Land- und Forstwirtschaftsminister
- Lorenz Schöfbeck (1901–1977), Politiker (SPÖ)
- Anton Gössinger (1905–1994), Oberstudienrat, Heimatschriftsteller und „Begründer“ des Naturparks Leiserberge
- Walter Antoniolli (1907–2006), Verfassungsjurist
- Ferdinand Heger (1920–1976), Feuerwehrfunktionär
- Franz Sodomka (1922–1980), Politiker (SPÖ), Stadtrat in Mistelbach
- Georg Stangl (1927–2006), Politiker (SPÖ), Vizebürgermeister von Mistelbach
- Helmut Pemsel (* 1928), Autor
- Josef Fröhlich (1933–1995), Schauspieler
- Heinrich Kuba (* 1937), Politiker (SPÖ)
- Helga Lusetzky (* 1940), Politikerin (ÖVP)
- Erich Sixt (* 1944), Unternehmer
- Luigi Blau (1945–2023), Architekt und Möbeldesigner
- Werner Kummerer (1948–2019), Politiker (SPÖ)
- Johann Römer (1949–2011), Politiker (FPÖ)
- Gertrude Enderle-Burcel (* 1950), Historikerin
- Alfred Šramek (1951–2016), Opernsänger
- Willy Puchner (* 1952), Fotograf, Autor und Zeichner
- Lothar Schultes (* 1955), Kunsthistoriker, Künstler und Autor
- Claudia Mitscha-Eibl (* 1958), Liedermacherin
- Emmanuel J. Bauer (* 1959), Philosoph
- Leopold Strobl (* 1960), Künstler
- Karl Wilfing (* 1960), Politiker (ÖVP)
- Maria Kubitschek (* 1962), Politikerin (SPÖ)
- Manfred Schulz (* 1963), Politiker (ÖVP)
- Florian Holzer (* 1966), Restaurantkritiker
- Marie Rötzer (* 1967), Theaterintendantin
- Geri Schuller (* 1968), Pianist und Keyboarder
- Angela Baumgartner (* 1969), Politikerin (ÖVP)
- Werner Becher (* 1972), Politiker (Liberales Forum)
- Stefan Weissenböck (* 1973), Basketballspieler
- Katrin Engel (* 1984), Handballnationalspielerin
- Reinhard Trinkler (* 1987), Maler, Illustrator und Comiczeichner
- Kilian Kretschmer (* 2001), Fußballspieler
- Niklas Schneider (* 2004), Fußballspieler

### Personen mit Bezug zur Gemeinde
- Thomas Freund (1850–1937), Politiker, Bürgermeister von Mistelbach
- Michael Krickl (1883–1949), Schriftsteller
- Franz Gruss (1891–1979), Maler und Zeichner
- Herbert Mitscha-Märheim (1900–1976), Archäologe und Frühgeschichtsforscher
- Leopold Hawelka (1911–2011), Cafetier
- Viktor Kraft (1912–1998), Architekt, Aquarellmaler, Schriftsteller
- Walter Mondl (1923–2004), Politiker (SPÖ), Gemeinderat in Mistelbach
- Hermann Jandl (1932–2017), Lehrer, Schriftsteller, Dichter und Hörspielautor
- Edmund Freibauer (1937–2022), Politiker (ÖVP), Bürgermeister von Mistelbach
- Peter Tscherkassky (* 1958), Avantgarde-Filmregisseur
- Stefan Donner (* 1987), Musiker, Klavierlehrer am Bundesoberstufenrealgymnasium Mistelbach

## Trivia
In den 1920er Jahren nahm die Wiener Polizei viel neues Personal auf, das zum großen Teil aus dem Bezirk Mistelbach stammte. Ebenso unterhielt sie in Mistelbach ein Erholungsheim für Polizisten. So ergab sich die Situation, dass viele Wiener Polizisten entweder aus Mistelbach kamen oder dort Urlaub machten. Daraus entwickelte sich das Schimpfwort „Mistelbacher“ für einen Wiener Polizisten.
In dem Lied An der Copacabana auf dem Album Liebe, Tod & Teufel von der Ersten Allgemeinen Verunsicherung wird Mistelbach besungen: „Nur am Schotterteich von Mistelbach Wird vielleicht noch die Christl schwach.“